# هاکو ریو جوجوتسو
هاکو ریو یا هاکو ریو جوجوتسو (به ژاپنی:八光流柔術) یک سبک ورزشی مشتق شده از دایتو ریو آیکی جوجوتسو است که در سال ۱۳۲۰ هجری شمسی توسط یوشیجی اوکویاما بنیان نهاده شد. اوکویاما شاگرد سوکاکو تاکدا و یک متخصص ماساژ درمانی تحت عنوان شیاتسو بود. این نوع سبک دفاع شخصی تمرکز زیادی بر نقاط حیاتی بدن تحت عنوان چی دارد تا مدافع بتواند با استفاده از این نقاط و بدون آسیب جدی در بدن فرد، درد مخربی را در بدن مهاجم ایجاد کند. بنابراین میتوان اینگونه گفت که این نوع سبک ورزشی، یک روش رزمی بشر دوستانه را نیز به دنبال دارد.